# كين ماديسون
كين ماديسون (بالإنجليزية: Ken Maddison)‏ هو لاعب دوري الرغبي أسترالي، ولد في 1946.